# 1279년

## 연호
- 남송(南宋) 상흥(祥興) 2년
- 원(元) 지원(至元) 16년
- 일본(日本) 고안(弘安) 2년
- 쩐 왕조(陳朝) 티에우바오(紹寶) 원년

## 기년
- 남송(南宋) 소제(少帝) 2년
- 원(元) 세조(世祖) 20년
- 고려(高麗) 충렬왕(忠烈王) 5년
- 쩐 왕조(陳朝) 인종(仁宗) 원년

## 사건
- 3월 19일 - 애산 전투에서 대원대몽골국이 남송을 정벌하여, 송나라 멸망. 대원대몽골국이 중국을 완전히 통일.

## 사망
- 고려(高麗)의 태자(太子) 경원공(慶源公)